# Restauración peruana
La restauración peruana (dentro de la etapa histórica de la Disolución de la Confederación Perú-Boliviana conocido como Segundo Gobierno Provisional), es un periodo de la historia republicana del Perú comprendido entre 1839 y 1841, posterior a la caída de la Confederación Perú-Boliviana y previo a la Anarquía militar.
Agustín Gamarra retornó triunfalmente a Lima el 24 de febrero de 1839 y fue confirmado como Presidente provisional. Convocó luego al Congreso Constituyente en la ciudad de Huancayo; no lo hizo en Lima pues aún se hallaba el ejército chileno en víspera de repatriarse.

## Segundo gobierno de Gamarra (1839-1841)
El Congreso Constituyente reunido en Huancayo ratificó en la Presidencia a Agustín Gamarra, primero como Presidente provisorio (15 de agosto de 1839), mientras se sancionaba la nueva Constitución. Aprobada esta, y tras elecciones populares, Gamarra fue proclamado Presidente Constitucional (10 de julio de 1840).
Durante este segundo gobierno, Gamarra siguió los mismos lineamientos del primero, al ser autoritario y conservador, ya que así lo exigían las circunstancias, luego de varios años de guerra civil. Enfrentó el reto de pacificar el país, teniendo que enfrentar la revolución “regeneradora” que en Arequipa encabezó Manuel Ignacio de Vivanco proclamándose Jefe Supremo (1841). Para combatirlo fue enviado el ministro de guerra Ramón Castilla, quien después de sufrir la derrota en Cachamarca, triunfó sobre los vivanquistas en Cuevillas. Vivanco huyó a Bolivia.

## Obras y hechos importantes
Estas fueron las obras y hechos importantes del segundo gobierno de Gamarra:
- Convocó el Congreso Constituyente de Huancayo, que se instaló el 15 de agosto de 1839 y que luego promulgó una Constitución Conservadora el 10 de noviembre de dicho año (Constitución de 1839), que regiría el país hasta 1854. Frente a las Constituciones liberales anteriores (1823, 1828, 1834) que debilitaban la autoridad del Poder Ejecutivo pretendiendo subordinarlo al Legislativo, la Constitución de Huancayo fue a un robustecimiento de la autoridad del Ejecutivo. Aumentaba el mandato presidencial a 6 años y suprimía el régimen municipal.
- En 1839 empezó la navegación a vapor en las costas del Perú. El naviero norteamericano William Wheelwright –agente de la Pacific Steam Navigation Company o Compañía de Navegación a Vapor en el Pacífico– tuvo la feliz idea de implantar dicho tipo de navegación en las costas del Pacífico sudamericano, contando inicialmente con los barcos llamados Perú y Chile. La implantación de este sistema agilizó las operaciones de transporte de carga y pasajeros, que hasta entonces se realizaba con barcos a vela, cuyo desplazamiento lento, estaba sujeto, en la mayoría de los casos, a los caprichos de la naturaleza.
- El 4 de mayo de 1839 inició su publicación en Lima el diario El Comercio, fundado por el chileno Manuel Amunátegui y su socio Alejandro Villota, con el lema “Orden, libertad, saber”, diario que subsiste hasta la actualidad.
- El 14 de noviembre de 1840 fue fundado el Colegio Nacional Nuestra Señora de Guadalupe, siendo sus promotores el comerciante y agricultor iqueño Domingo Elías y el español Nicolás Rodrigo, en vista de la gran escasez en Lima de centros educativos. Fue fundado para dar educación a los niños pero pronto extendió su acción a los jóvenes y hasta llegó a proporcionar educación superior. Este Colegio subsiste hasta el día de hoy.
- Gracias al renacimiento de la confianza en la estabilidad del Estado, se formalizó en Lima) el primer contrato para explotar los yacimientos de guano y fomentar su venta en los mercados extranjeros (10 de noviembre de 1840). El empresario peruano Francisco Quirós obtuvo el privilegio de explotar los yacimientos de guano durante seis años, y se obligó a pagar un canon de 10,000 pesos anuales. Posteriormente se cambió al llamado “régimen de las consignaciones”.
- El 8 de julio de 1841 se firmó en Lima el Tratado de Paz, Amistad, Comercio y Navegación Peruano - Brasileño entre los representantes diplomáticos Duarte Da Ponte Ribeyro del Brasil y Manuel B. Ferreyros del Perú. Al margen de los acuerdos que se tomaron para la calificación de las embarcaciones comerciales de ambos países, así como la manera en que debían desarrollarse las correspondientes transacciones, se convino en lo que toca a límites "llevarla a cabo lo más pronto posible de acuerdo al uti possidetis de 1821", con el compromiso de realizar cambios o compensaciones territoriales, de acuerdo a lo convenido entre las partes. Al día siguiente se firmó una Convención Postal, con la participación de los mismos diplomáticos.
- Durante esta época tuvo auge la corriente costumbrista en la literatura peruana con Felipe Pardo y Aliaga y Manuel Ascencio Segura como máximos exponentes. Pardo satirizó las costumbres políticas y sociales de entonces burlándose de sus enemigos, los liberales, y Segura satirizó las costumbres de la clase media y el caudillaje militar. En la pintura costumbrista sobresalió Pancho Fierro.

## Invasión a Bolivia y muerte

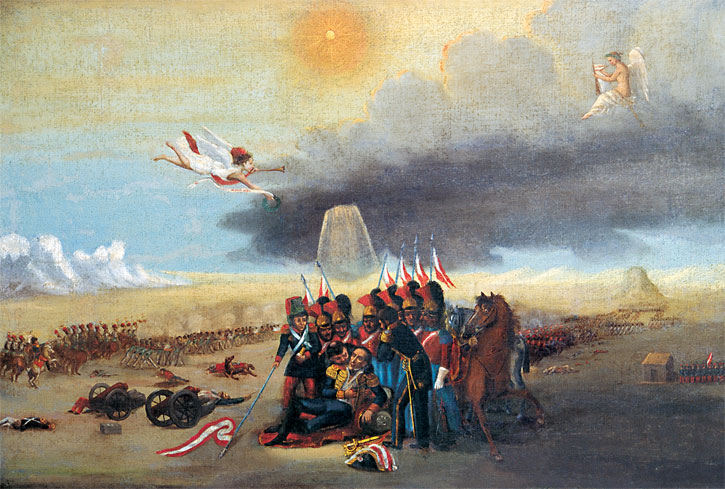
Muerte del Presidente Gamarra en la batalla de Ingavi (Museo Nacional de Arqueología, Antropología e Historia del Perú).

Gamarra inició una nueva guerra contra Bolivia, cuyo propósito era volver a reunirla con el Perú, o por lo menos incorporar solo el departamento de La Paz. Para justificarse, arguyó una serie de razones, como el hecho de que aún continuaban actuando en Bolivia los partidarios de Andrés de Santa Cruz, quien por entonces se hallaba desterrado en el Ecuador. Declarada la guerra, el ejército peruano acantonado en Puno invadió Bolivia, avanzando por Huancané, Moho y Sorata, y el 19 de octubre de 1841 ocupó La Paz, en donde acampó. Los bolivianos dejaron de lado sus rencillas políticas y se congregaron en torno del general José Ballivián. El 18 de noviembre de 1841 ambos ejércitos se encontraron en la llanura de Ingavi, al este de La Paz. Se dice que Gamarra, al ver que en el cielo destacaban los colores del arco iris, en tono de presagio dijo: "Si fuera romano aplazaría la batalla, porque miro reflejados en el cielo los colores de Bolivia". Pero ordenó el ataque, y a poco de empezada la refriega cayó mortalmente herido. El encuentro finalizó con la derrota de los peruanos, tras cincuenta minutos de feroz lucha. 
Los restos de Gamarra fueron transportados de Bolivia a Lima en 1849 con gran solemnidad y enterrados en el Cementerio Presbítero Maestro.  Con motivo de las exequias de este caudillo, Bartolomé Herrera dio un célebre sermón, que fue un llamado al orden al país.
| Predecesor: Confederación Perú-Boliviana | Historia republicana del Perú 1839 - 1841 | Sucesor: Anarquía militar |